# DIR Floortime
DIR Floortime (також Floortime, Флортайм) — методика розвитку дитини, що є компонентом комплексного терапевтичного підходу заснованого на концепції DIR. Методику та концепцію розробив доктор Стенлі Грінспен і вперше виклав в 1979 році у своїй книзі «Інтелект й адаптація».

## Опис концепції DIR
Назва концепції «DIR» походить від англійських «Developmental, Individual-differences, Relationship-based» (перекл. з (англ.) розвиток, індивідуальні відмінності, заснований на стосунках)).
Концепція DIR, як терапевтичний підхід, була розроблена, щоб адаптуючись до кожної дитини, отримувати вищу ступінь залученості, у порівняні із традиційними методами, як-от ABA-терапія. Завдяки концепціі DIR когнітивні, мовні та соціальні та емоційні навички вивчаються через стосунки, що включають емоційно значущу взаємодію дитини та дорослого. Так модель розглядає дітей як індивідів, що дуже відрізняються один від одного за базовою сенсорною обробкою та руховою активністю.
Модель DIR базується на ідеї, що через індивідуальні відмінності процесів діти із затримкою розвитку, як-от через розлади аутистичного спектра, не опановують ранні етапи розвитку, які є основою навчання. Так DIR окреслює шість основних етапів розвитку, які більшість дітей зі звичайним розвитком, опановують ці етапи до 4 років. Однак діти з розладом пропускають їх або опановують частково. Коли ці базові здібності засвоюються, через самостійну поведінку дитини та змістовну взаємодію з дорослим, діти підіймаються вгору по відповідних сходинках розвитку.

## Підхід методу Floortime
Floortime — це методика раннього розвитку, що зосереджується на побудові прихильності. Так фундаментальним припущенням є те, що емоції є основою розвитку дитини. Це передбачає знайомство з дитиною на її поточному рівні розвитку, а під час взаємодії дитини з дорослим, використовуються спеціальні методи, щоб спонукати дитину просуватися сходинками розвитку визначених у моделі DIR.
Floortime містить три основні, незмінні принципи. Перший — дорослий завжди слідує за дитиною. Психолог не повинен займати позицію тренера або вчителя, він займає рівну дитині, ігрову, партнерську позицію. Друге — приєднання до інтересів дитини. Вибудовуються позитивні стосунки, що включають гру з дитиною та спілкуємось. Третій принцип — на основі створених позитивних стосунків з дитиною вводяться спеціальні задачі, що покликані створювати певні перепони, щоб дитина діяла по-новому, розв'язузуючи їх.
Доктор Стенлі Грінспен та його дружина Ненсі вперше описали це втручання у своїй книзі «The Essential Partnership» 1989 року.
Відтоді Floortime з'явився в домашньому, клінічному та академічному використанні як методика розв'язання різноманітних проблем у навчанні та розвитку дітей.

## Дослідження ефективності
DIR Floortime розглядається, як метод визначення унікального профілю розвитку та складання програми для дітей із затримкою розвитку внаслідок аутизму, розладів аутистичного спектра чи інших порушень розвитку, проте він все ще має слабкі докази ефективності.
Ефективність Floortime перевіряли у чотирьох рандомізованих контрольованих дослідженнях, у яких контрольна група отримувала звичайну терапію (наприклад, логопедичну терапію, трудотерапію). Через різні методологічні обмеження ці дослідження вважалися такими, що надають «слабку підтримку» Floortime як основній терапії аутизму. Жодних побічних ефектів при застосуванні Floortime не повідомлялося.
Станом на 2023 рік метод відносять до категорії «Перспективний», а за деякими твердженнями знаходиться на стадії переходу до категорії «Доказовий», дослідження тривають.

## ICDL
Розвитком вивчення та застосування методики й концепції займається некомерційна організація англ. The International Council on Development and Learning (абр. ICDL, дослівний переклад: Міжнародна рада з розвитку та навчання), заснована фундатором концепції DIR Стенлі Грінспеном.
Окрім того, ICDL навчає фахівців-практиків у методиці DIR Floortime та проводить їх сертифікацію.
Організація базується у США, Бетесада, штат Меріленд.